# Enrico Martino

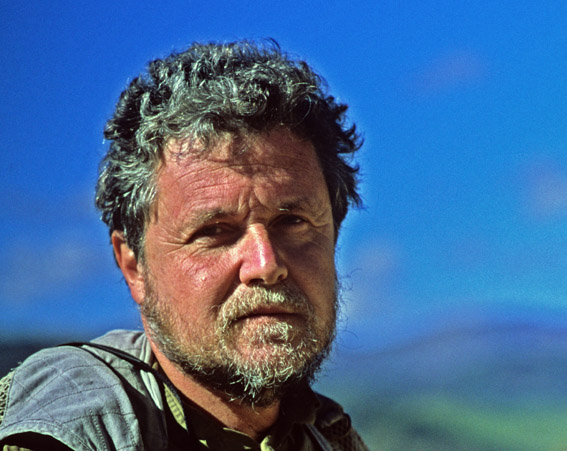
Enrico Martino

Enrico Martino ist ein italienischer Fotojournalist.
Enrico Martino, freiberuflicher Fotojournalist mit Sitz in Turin/Italien, ist seit vielen Jahren auf Lateinamerika spezialisiert. Einer seiner Schwerpunkte ist Mexiko, wo er sich dem breiten Spektrum von der Sozial- bis zur Politikreportage und Reisethemen widmete. 
Er gewann zwei „Lentes de Plata“ („Linsen aus Silber“), einen Preis, der in Mexiko für das beste Foto-Essay über das Land vergeben wird. Außerdem zwei „Plumas de Plata“ („Silberne Federn“) für den besten Artikel über ein mexikanisches Thema. 
Enrico Martino ist Mitglied der Mexikanischen Schriftsteller-Vereinigung (MWA), einer führenden Gruppe von Schreibern und Fotografen in den USA, die auf Mexiko spezialisiert sind. 
Seine Fotos erschienen in zahlreichen italienischen und europäischen Magazinen sowie in Büchern wie „Die indianische Seele“ („L'anima degli indios“, EGA, Torino, 1992) und „Mexico“ (Idealibri, Milano, 1996) und vielen Reiseführern, darunter auch in Apa Guides.

## Bücher
- Liguria (A. Mondadori, 1984)
- L’anima degli indios („Die indianische Seele“, EGA, Torino, 1992)
- Gente chiamata Torino (EGA, 1996)
- Messico (Idealibri, Milano, 1996)
- Borgogna di pietra (Idealibri, Milano, 1998)
- Italie (collective book, Vilo, Paris 2003)

## Kunstausstellungen
- Reporter '70 (Turin, 1979)
- I 35 giorni (Turin, 1980)
- Turismo e centri d'arte (Milan, 1981)
- Chiapas (Palermo, Messina, Catania, Padua, 1992)
- Baja California (Mexiko-Stadt, Querétaro, Acapulco, Buenos Aires, Berlin, Mailand, Rom, 1994–1995)
- Gente di Torino (Turin, 1997)
- Migrantes, indigeni a Città del Messico (Chicago 1999, Bologna 2006)